# Maríková

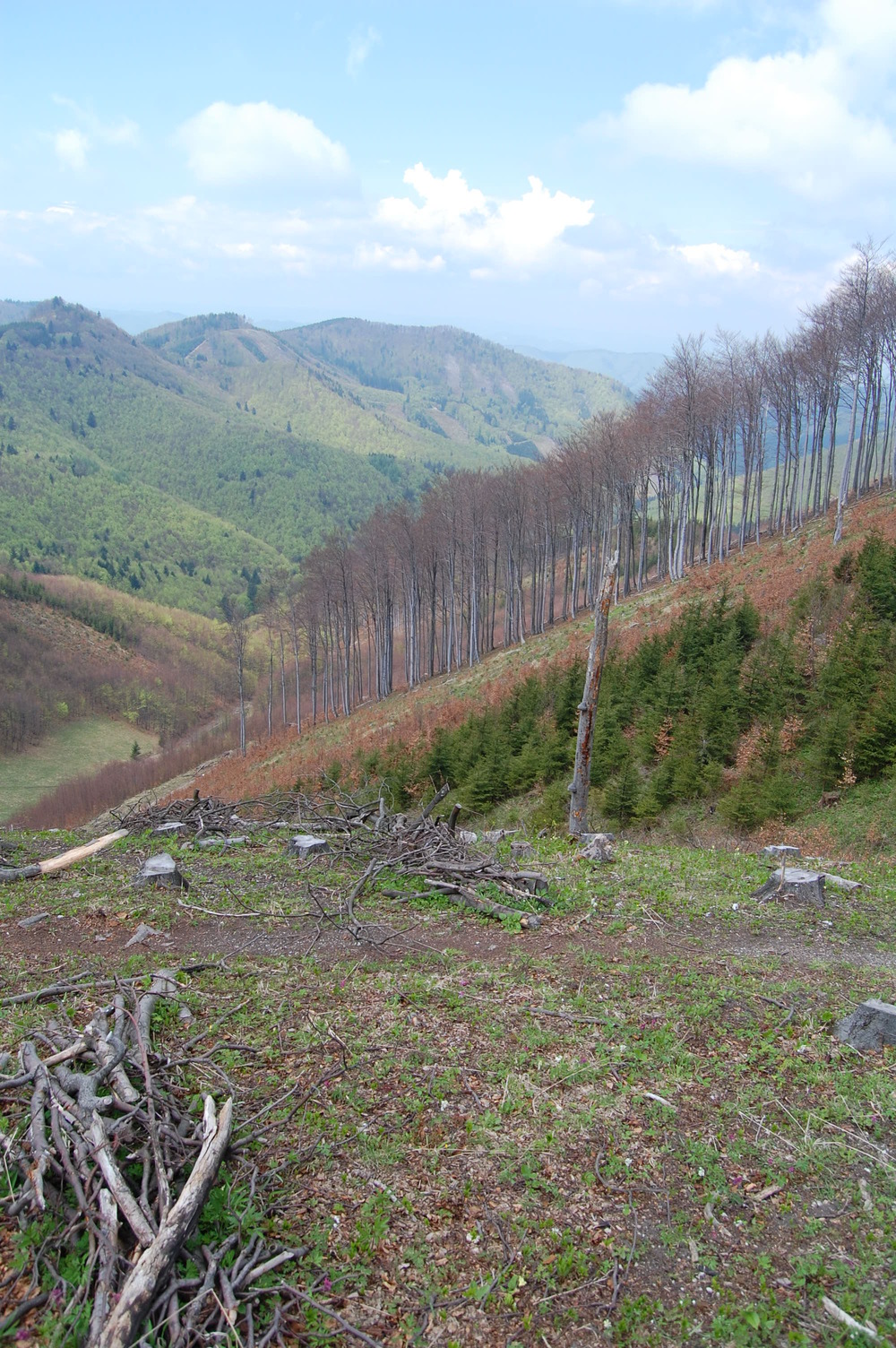
Les nedaleko sedla Maríková v Malé Fatře na Slovensku (2011).

Maríková (také Majbíková, 990 m n. m.) je sedlo v Malé Fatře na Slovensku. Nachází se v hlavním hřebeni lúčanské části pohoří mezi vrcholy Kopa (1232 m) na severovýchodě a Grúň (1095 m) na jihozápadě. Na severozápadě spadají svahy od sedla do doliny potoka Bystrička, na jihovýchodě do Valčianské doliny. Sedlo pokrývá vzrostlý les a neposkytuje žádný výhled. Nachází se zde křižovatka značených turistických tras - červené a modré.

## Přístup
- po červené  značce od rozcestí Pod Hornou lúkou
- po červené  značce ze Sedla pod Hnilickou Kýčerou
- po modré  značce od Kuneradského zámku
- po modré  značce od rozcestí Šindelná dolina